# Fabelwesen

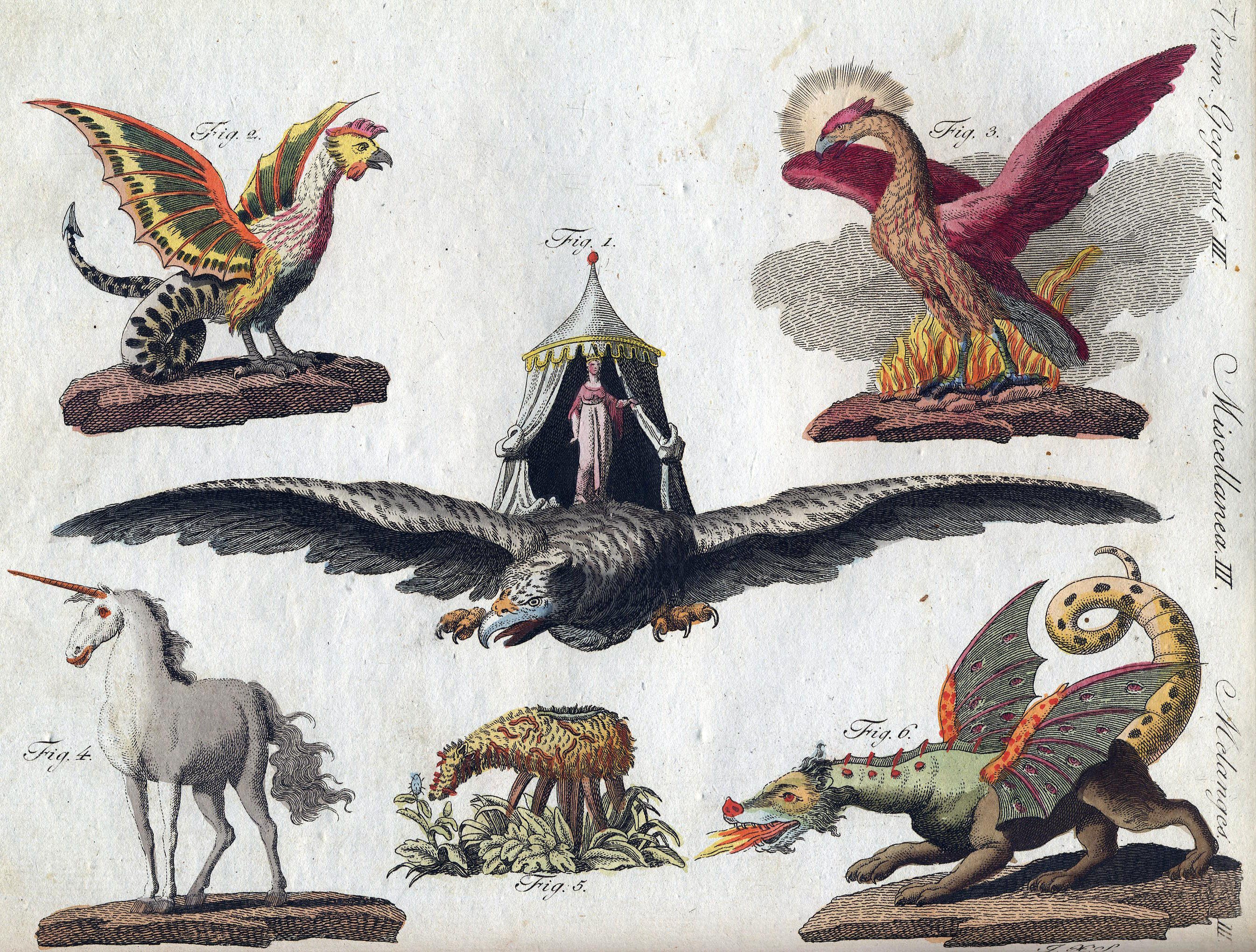
Fabelwesen. Darstellung F. J. Bertuch 1806: Basilisk, Vogel Roch, Phönix, Einhorn, Skythisches Lamm, Chimäre

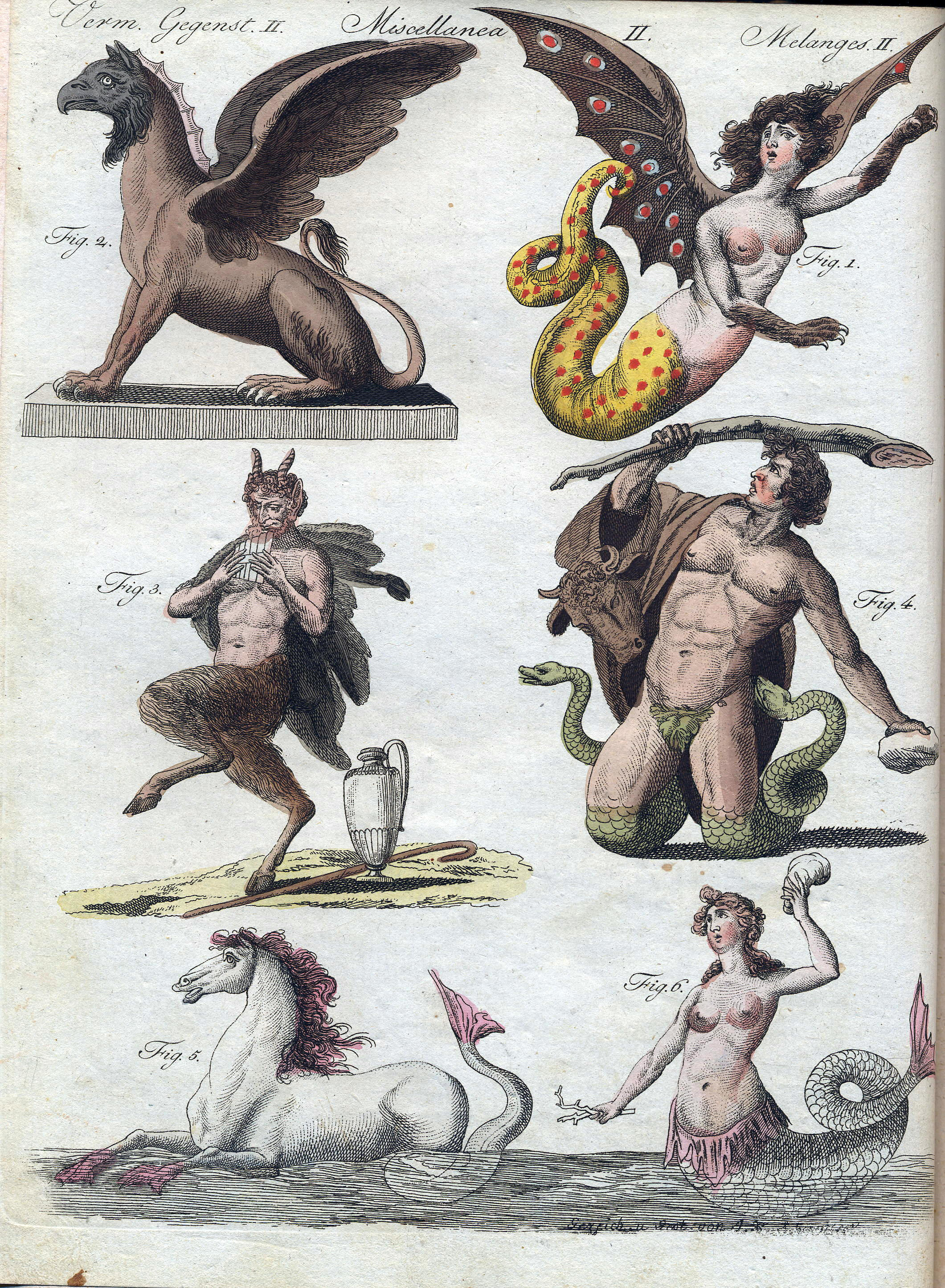
Fabelwesen. Darstellung F. J. Bertuch 1806: Greif, Harpyie, Satyr, Gigant, Hippokamp, Meerjungfrau.

Fabelwesen sind Geschöpfe, deren äußere Erscheinung durch die Phantasie der Menschen geprägt ist und deren Existenz nicht belegt ist. Es handelt sich dabei um menschliche Wesen, Tiere (Fabeltiere), Geistwesen oder Mischwesen (Chimären), die in Märchen und Sagen, in der Mythologie und in der Heraldik eine wichtige Rolle spielen, zum Beispiel den Minotauros, den Zyklopen oder den Zentauren. Aber auch Bestiarien enthalten Fabelwesen oder Kinderschreckfiguren. Nicht jedes Fabelwesen ist Teil einer Fabel. Insbesondere in antiken Texten wie z. B. dem Physiologus werden Fabelwesen als Teil des realen Geschehen begriffen.
Die meisten Fabelwesen gelten heute als kulturelle Projektionen der Menschen ihrer Zeit und geben Einblick in die soziokulturellen Entwicklungen der Menschheit. Einige haben ihren Ursprung in der realen Welt: So geht man zum Beispiel davon aus, dass in früheren Zeiten Seefahrer Seekühe zu Meerjungfrauen oder Nixen umgedeutet haben und zufällig gefundene Mammutknochen Riesen zugeordnet wurden. In einigen wenigen Fällen hat sich ein regionales „Fabeltier“ in der neueren Forschung sogar als echtes Tier erwiesen. Beispiele hierfür sind das Okapi im Kongogebiet, die Moas und die Brückenechse auf Neuseeland und schließlich das Saola in Vietnam.
In den fürstlichen Wunderkammern, die ab dem 16. Jahrhundert entstanden, nahmen Raritäten und Fabelwesen einen besonderen Platz ein. So zeichnete zum Beispiel Conrad Gessner Drachen und Einhörner, die wahrhaftig in den Alpen vorkämen. Damit sollte der Reichtum von Gottes Natur dargestellt werden.
Zu den bekanntesten modernen Fabelwesen zählen etwa Mothman und der Jersey Devil oder Kryptiden wie Bigfoot und das Ungeheuer von Loch Ness.